# Conus auger
Conus auger é uma espécie de gastrópode do gênero Conus, pertencente a família Conidae.